# Бор (лунный кратер)
Кратер Бор (лат. Bohr) — ударный кратер у западного лимба видимой стороны Луны. Название дано в честь датского физика-теоретика, одного из создателей современной физики, Нильса Хенрика Давида Бора (1885—1962) и утверждено Международным астрономическим союзом в 1964 г. Образование кратера относится к донектарскому периоду.

## Описание кратера
Ближайшими соседями кратера являются гигантский кратер Эйнштейн на северо-западе и кратер Васко да Гама на северо-востоке, частично перекрывающий вал кратера. На юго-западе от кратера располагается долина Бора. Селенографические координаты центра кратера 12°43′ с. ш. 86°31′ з. д. / 12,71° с. ш. 86,52° з. д., диаметр 70,1 км, глубина 4,1 км.
Кратер сильно разрушен, западную часть его вала перекрывает пара небольших кратеров, южную часть перекрывает сдвоенная пара кратеров. Высота вала над окружающей местностью составляет 1290 м. Дно чаши кратера неровное, испещрено множеством мелких кратеров. Объем кратера составляет приблизительно 4500 км³.
В связи с расположением кратера у западного лимба Луны условия его наблюдения зависят от либрации Луны.

## Сателлитные кратеры
Отсутствуют.